# 173-я стрелковая дивизия (3-го формирования)
173-я стрелковая дивизия — стрелковое формирование (соединение, стрелковая дивизия) РККА ВС Союза ССР, в Великой Отечественной войне.
Дивизия участвовала в боевых действиях с 12 июля 1943 года по 11 мая 1945 года
Наименования стрелкового формирования:
- действительные:
  - полное — 173-я Оршанская Краснознамённая стрелковая дивизия;
  - укороченное — 173-я стрелковая дивизия;
  - сокращённое — 173 сд.
- условные:
  - полное — Войсковая часть № ?????.

## История
Дивизия стрелков сформирована в составе 68-й армии резерва Ставки ВГК на базе 135-й Вологодской и 150-й отдельных стрелковых бригад с 20 по 25 мая 1943 года в районе города Старица, Калининской области РСФСР Советского Союза.
С 22 июля стрелковое соединение было включено в 5-ю армию Западного фронта. С 3 августа 1943 года дивизия вновь перешла в 68-ю армию Западного фронта и участвовала в Смоленской, Спас-Деменской наступательных операциях. С 21 августа она была выведена в резерв. С 1 сентября дивизия перешла в наступление в направлении Барсуки — Ново-Лесная — Кувшиновка, имея задачу овладеть западным берегом реки Десна на участке Бибирево — Ново-Лесная и затем выйти и перерезать шоссейную дорогу на участке Александровка — Заполье. В течение недели ее части вели ожесточенные бои в этом районе. Все попытки овладеть рубежом Орлы — Кувшиновка не дали результатов, и 8 сентября дивизия вынуждена была перейти к обороне на достигнутом рубеже. С 18 сентября противник на всем участке 33-й армии начал отход в общем направлении на Смоленск, в результате дивизия перешла в преследование, ведя ожесточенные бои на промежуточных рубежах (Смоленско-Рославльская операция). С 23 октября 1943 года дивизия находилась в резерве Западного фронта, затем с 8 декабря вновь вошла в 33-ю армию. С 28 декабря она в составе 36-го стрелкового корпуса вела ожесточенные бои на подступах к городу Витебск на рубеже Трибуны — Герасенки (13 км восточнее Витебска).
17 апреля 1944 года дивизия совершила марш в район Орши, затем была выведена в резерв 3-го Белорусского фронта. С 27 июня ее части участвовали в Белорусской, Витебско-Оршанской, Минской, Вильнюсской и Каунасской наступательных операциях. С 16 на 17 июля они форсировали реку Неман и затем вели бои по удержанию и расширению плацдарма на ее западном берегу. С 29 июля дивизия перешла в преследование отходящего противника в направлении на Сувалки, а 30 июля вышла к государственной границе СССР и Польши. За овладение города Орша ей было присвоено наименование «Оршанская» (06.07.1944),	а за освобождение Минска она награждена орденом Красного Знамени (23.07.1944).	С 18 октября 1944 года дивизия вела наступление на Сувалки, участвуя в Гумбиненской наступательной операции. 23 октября ее части овладели этим городом.
С 13 января 1945 года дивизия принимала участие в Восточно-Прусской, Инстербургско-Кёнигсбергской наступательных операциях. 29 марта её части к вышли на побережье залива Фришес-Хафф (Висленский), сбросив остатки восточно-прусской группировки немцев в море. Затем дивизия совершила марш в Силезию и с 22 апреля по 2 мая находилась в резерве 31-й армии. На заключительном этапе войны с 7 мая 1945 года она принимала участие в Пражской наступательной операции.
После Великой Отечественной войны, в связи с демобилизацией Советского Союза, в начале сентября 1945 года стрелковая дивизия была расформирована.

## Состав и награды
- управление (командование, службы, штаб и так далее);
- 1311-й стрелковый Минский ордена Суворова полк;

 (26 апреля 1945 года- за разгром группы немецких войск юго-западнее Кенигсберга)
- 1313-й стрелковый Минский ордена Кутузова полк;

 (26 апреля 1945 года- за разгром группы немецких войск юго-западнее Кенигсберга)
- 1315-й стрелковый Минский полк;
- 979-й артиллерийский Краснознаменный[4] полк;
- 220-й отдельный сапёрный Неманский батальон;
- 426-й отдельный ордена Красной Звезды батальон связи (163 орс);

 (26 апреля 1945 года- за разгром группы немецких войск юго-западнее Кенигсберга)
- 252-й отдельный истребительно-противотанковый дивизион;
- 179-я отдельная разведывательная рота (478 орр);
- 282-й отдельный медико-санитарный батальон;
- 71-я отдельная рота химической защиты;
- 313-я автотранспортная рота;
- 270-я полевая хлебопекарня;
- 151-й дивизионный ветеринарный лазарет;
- 1795-я полевая почтовая станция;
- 1752-я полевая касса Государственного банка.

## В составе
| Дата            | Фронт                 | Армия      | Корпус                  | Примечания |
| --------------- | --------------------- | ---------- | ----------------------- | ---------- |
| 01.06.1943 года | Резерв Ставки ВГК     | 68-я армия | -                       | -          |
| 01.07.1943 года | Резерв Ставки         | 68-я армия | -                       | -          |
| 01.08.1943 года | Западный фронт        | 5-ю армия  | -                       | -          |
| 01.09.1943 года | Западный фронт        | 33-я армия | 65-й стрелковый корпус  | -          |
| 01.10.1943 года | Западный фронт        | 33-я армия |                         | -          |
| 01.11.1943 года | Западный фронт        | 68-я армия | 81-й стрелковый корпус  | -          |
| 01.12.1943 года | Западный фронт        | 5-ю армия  | 81-й стрелковый корпус  | -          |
| 01.01.1944 года | Западный фронт        | 33-я армия | 65-й стрелковый корпус  | -          |
| 01.02.1944 года | Западный фронт        | 33-я армия | 36-й стрелковый корпус  | -          |
| 01.03.1944 года | Западный фронт        | 33-я армия | 36-й стрелковый корпус  | -          |
| 01.04.1944 года | Западный фронт        | 5-ю армия  | 72-й стрелковый корпус  | -          |
| 01.05.1944 года | 3-й Белорусский фронт | 31-я армия | 36-й стрелковый корпус  | -          |
| 01.06.1944 года | 3-й Белорусский фронт |            |                         | -          |
| 01.07.1944 года | 3-й Белорусский фронт | 31-я армия |                         | -          |
| 01.08.1944 года | 3-й Белорусский фронт | 31-я армия | 113-й стрелковый корпус | -          |
| 01.09.1944 года | 3-й Белорусский фронт | 31-я армия | 71-й стрелковый корпус  | -          |
| 01.10.1944 года | 3-й Белорусский фронт | 31-я армия | 71-й стрелковый корпус  | -          |
| 01.11.1944 года | 3-й Белорусский фронт | 31-я армия | 36-й стрелковый корпус  | -          |
| 01.12.1944 года | 3-й Белорусский фронт | 31-я армия | 36-й стрелковый корпус  | -          |
| 01.01.1945 года | 3-й Белорусский фронт | 31-я армия | 36-й стрелковый корпус  | -          |
| 01.02.1945 года | 3-й Белорусский фронт |            | 36-й стрелковый корпус  | -          |
| 01.03.1945 года | 3-й Белорусский фронт | 5-ю армия  | 36-й стрелковый корпус  |            |
| 01.04.1945 года | 3-й Белорусский фронт | 31-я армия | 36-й стрелковый корпус  |            |
| 01.05.1945 года | 1-й Украинский фронт  | 31-я армия | 36-й стрелковый корпус  | -          |

## Командование

### Командиры
- Ерохин, Михаил Емельянович (01.05.1943 — 20.07.1943), генерал-майор;
- Зайцев, Михаил Иванович (21.07.1943 — 12.02.1944), полковник. 12 февраля 1944 г. был тяжело ранен и эвакуирован в госпиталь, где 22 февраля умер от ран;
- Климахин, Сергей Ефимович (19.02.1944 — 06.01.1945), полковник;
- Ордановский, Александр Яковлевич (07.01.1945 — 11.03.1945), полковник. 11 марта 1945 г. погиб в ходе Восточно-Прусской операции ;
- Катюшин, Василий Александрович (12.03.1945 — ??.07.1945), полковник.

### Заместители командира
- Зайцев, Михаил Иванович (01.05.1943 — 20.09.1943), полковник;

## Награды и наименования
| Награда (наименование)            | Дата                                                     | За что получена |
| --------------------------------- | -------------------------------------------------------- | --- |
| Почётное наименование «Оршанская» | Приказ Верховного Главнокомандующего от 6 июля 1944 года | За овладение городом и оперативно важным железнодорожным узлом Орша — мощным бастионом обороны немцев, прикрывающим минское направление                                             |
| Орден Красного Знамени            | 23 июля 1944 года                                        | За успешное выполнение заданий командования в боях против немецких захватчиков, за овладение столицей Советской Белоруссии городом Минск и проявленные при этом доблесть и мужество |

Личному составу 173-й стрелковой Оршанской Краснознамённой дивизии было объявлено 6 благодарностей в приказах Верховного Главнокомандующего:
- За овладение городом и оперативно важным железнодорожным узлом Орша — мощным бастионом обороны немцев, прикрывающим минское направление. 27 июня 1944 года. № 121.
- За форсирование реки Березина, и овладение штурмом городом и крупным узлом коммуникаций Борисов — важным опорным пунктом обороны немцев, прикрывающим подступы к Минску. 1 июля 1944 года. № 126.
- За овладение штурмом столицей Советской Белоруссии городом Минск — важнейшим стратегическим узлом обороны немцев на западном направлении. 3 июля 1944 года № 128.
- За прорыв долговременной, глубоко эшелонированной обороны немцев, прикрывавшей границы Восточной Пруссии, вторжение в пределы Восточной Пруссии и овладение мощными опорными пунктами обороны противника — Ширвиндт, Наумиестис (Владиславов), Виллюнен, Вирбалис (Вержболово), Кибартай (Кибарты), Эйдткунен, Шталлупёнен, Миллюнен, Вальтеркемен, Пиллюпёнен, Виштынец, Мелькемен, Роминтен, Гросс Роминтен, Вижайны, Шитткемен, Пшеросьль, Гольдап, Филипув, Сувалки. 23 октября 1944 года. № 203.
- За прорыв мощной, долговременной, глубоко эшелонированной обороны противника в районе Мазурских озёр, считавшейся у немцев со времён первой мировой войны неприступной системой обороны, и овладение городами Бартен, Дренгфурт, Растенбург, Раин, Николайкен, Рудшанни, Пуппен, Бабинтен, Теервиш, превращёнными немцами в сильные опорные пункты обороны. 27 января 1945 года. № 258.
- За завершение ликвидации окружённой восточно-прусской группы немецких войск юго-западнее Кёнигсберга. 29 марта 1945 года. № 317.

## Отличившиеся воины дивизии
| Награда | Ф. И. О.                  | Должность                                                | Звание          | Дата награждения                 | Примечания |
| ------- | ------------------------- | -------------------------------------------------------- | --------------- | -------------------------------- | ---------- |
|         | Ерин, Зосим Александрович | командир отделения 220-го отдельного сапёрного батальона | Младший сержант | 06.12.1943 29.03.1944 19.04.1945 |            |

## Память
- В школе № 754 г. Москвы действовал музей 173-й Оршанский Краснознамённой стрелковой дивизии и её имя носила пионерская дружина этой школы.
- В школе № 22 г. Минска действует музей боевой славы 173-й Оршанской Краснознамённой стрелковой дивизии.